# 神奈川県道718号鴨ノ宮停車場矢作線
神奈川県道718号鴨ノ宮停車場矢作線（かながわけんどう718ごう かものみやていしゃじょうやはぎせん）は、神奈川県小田原市を起点・終点とする一般県道である。

## 解説
- 小田原市鴨宮のJR東海道本線鴨宮駅北口駅前広場から、同市矢作の神奈川県道717号沼田国府津線交点に至る。鴨宮駅へのアクセス道路であり、また市内の商業の拠点である市道の巡礼街道と重複している点から市内では重要な役割を果たす道路である。
- 以前は矢作交差点が終点だったが、2011年5月28日に県道717号のバイパス開通に伴い、矢作交差点から石神交差点にかけて県道717号の指定が解除され、代わりに県道718号に編入された。

## 概要
- 陸上距離：1.6km
- 起点：神奈川県小田原市鴨宮 JR東海道本線鴨宮駅北口
- 終点：神奈川県小田原市矢作 石神交差点（神奈川県道717号沼田国府津線交点）
- Google マップ

## 通過する自治体
- 神奈川県
  - 小田原市

## 経路および交差・接続する主な道路・鉄道
- 神奈川県小田原市
  - 鴨宮駅北口
  - 畝田ガード下交差点（神奈川県道719号鴨ノ宮停車場線）
  - 立体交差（東海道新幹線）
  - 鴨宮駅北口入口交差点（巡礼街道）
  - 下府中集会施設入口交差点（巡礼街道）
  - 石神交差点（神奈川県道717号沼田国府津線）

## 重複区間
- 鴨宮駅北口 - 畝田ガード下交差点（神奈川県道719号鴨ノ宮停車場線）
- 鴨宮駅北口入口交差点 - 下府中集会施設入口交差点（巡礼街道）

## 周辺の施設
- 鴨宮駅
- 横浜銀行 鴨宮支店
- ヤマダデンキ家電住まいる館YAMADA鴨宮店
- ヤオマサ
- ダイソー
- モスバーガー
- 小田原スイミングクラブ
- 小田原市立鴨宮中学校